# 3 Zamojska Brygada Obrony Terytorialnej
3 Zamojska Brygada Obrony Terytorialnej – związek taktyczny Wojska Polskiego, stacjonujący w Zamościu, podporządkowany Dowódcy Warszawskiego Okręgu Wojskowego, a potem Śląskiego Okręgu Wojskowego, wchodzący w skład jednostek Obrony Terytorialnej (OT).

## Historia
3 Zamojska Brygada Obrony Terytorialnej została sformowana w marcu 1996 roku w kompleksie koszarowym zlikwidowanej Technicznej Szkoły Wojsk Lotniczych w Zamościu jako jednostka Warszawskiego Okręgu Wojskowego.
Pierwszych żołnierzy wcielono do brygady w maju 1996 roku. Od 1 grudnia 1998 roku 3 BOT została podporządkowana dowódcy Śląskiego Okręgu Wojskowego.
2 sierpnia 1996 roku Prezydent RP Aleksander Kwaśniewski nadał brygadzie sztandar ufundowany przez Społeczny Komitet Fundatorów Sztandaru.
W roku 1996 3 Brygada Obrony Terytorialnej decyzją Ministra Obrony Narodowej przyjęła nazwę wyróżniającą „Zamojska”.
W roku 2007 Minister Obrony Narodowej decyzją nr 616/MON z 27 grudnia 2007 roku ustanowił doroczne święto 3 Zamojskiej Brygady Obrony Terytorialnej na dzień 14 sierpnia. Tą samą decyzją ustanowiono odznakę pamiątkową.
Z dniem 1 stycznia 2008 roku brygada została przeformowana w 3 Batalion Obrony Terytorialnej, a z dniem 1 lipca 2008 roku 3 Batalion Obrony Terytorialnej włączono do 3 Brygady Zmechanizowanej w Lublinie z jednoczesnym przekształceniem w 3 Batalion Zmechanizowany.

## Zadania i przeznaczenie
Zasadnicze zadania brygady
- szkolenie programowe pododdziałów: piechoty zmotoryzowanej, rozpoznawczych, łączności i logistycznych
- szkolenie i przygotowanie rezerw osobowych
- doskonalenie systemu reagowania kryzysowego
- kształtowanie postaw proobronnych wśród społeczeństwa

Brygada dysponowała poligonem w Sitańcu-Wolicy, który umożliwiał szkolenie na strzelnicy garnizonowej, placu treningów ogniowych, torze taktycznym oraz rzutni granatów bojowych.

## Dowódcy brygady
- płk Bernard Zwierz
- płk Zbigniew Winiarski
- płk Jerzy Trynkiewicz
- ppłk Piotr Sadziak - p.o.
- ppłk Stanisław Lenart – p.o.